# Discodes tamaricicola
Discodes tamaricicola är en stekelart som beskrevs av Sugonjaev och Babaev 1974. Discodes tamaricicola ingår i släktet Discodes och familjen sköldlussteklar.
Artens utbredningsområde är Tadzjikistan. Inga underarter finns listade i Catalogue of Life.